# Škoda 6 ST 6-L

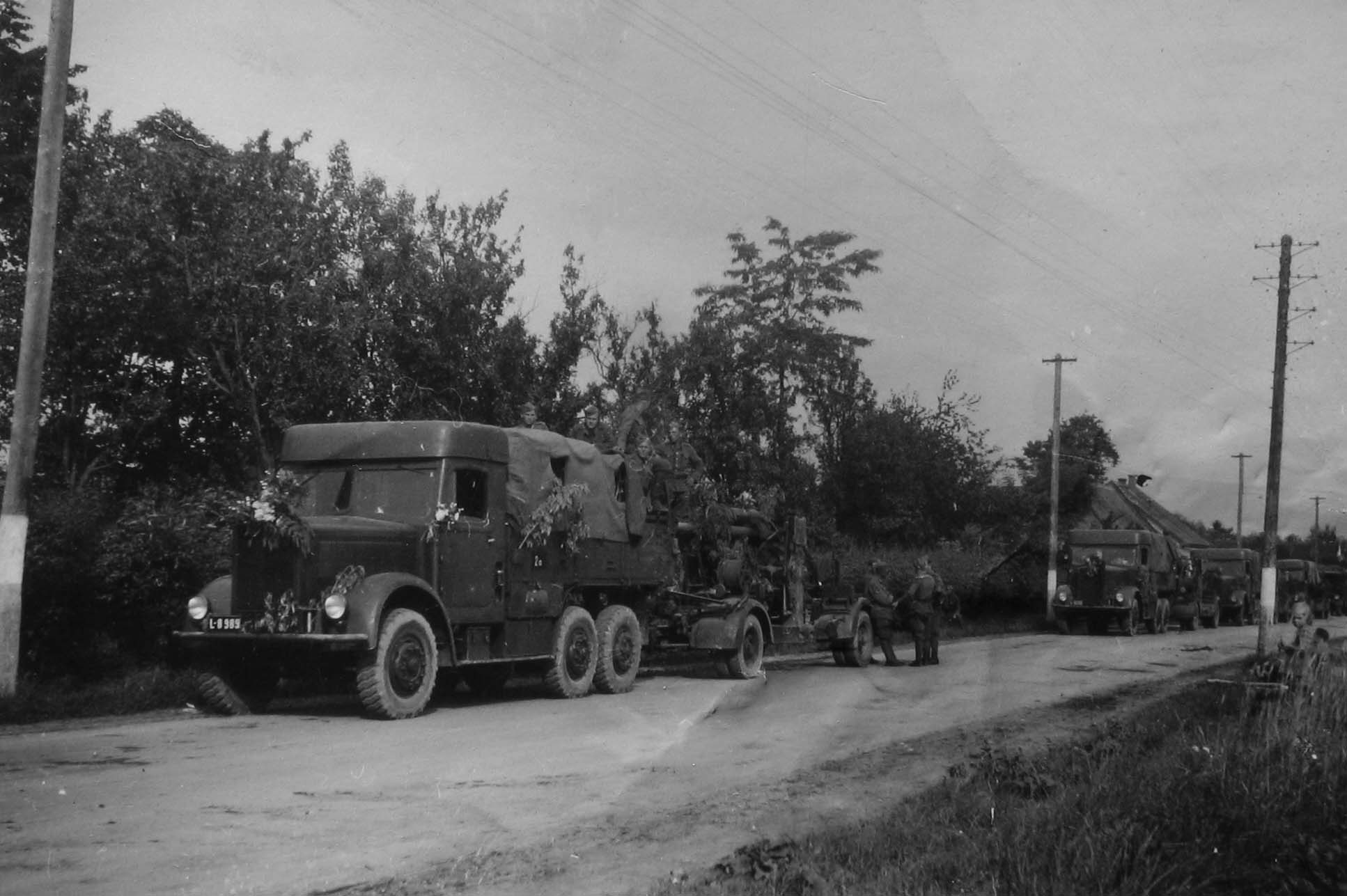
SNP 1944: autokolona povstaleckých vojáků, vozy Škoda 6ST6 táhnou protiletadlové 88mm kanóny Flak

Škoda 6 ST 6-L byl československý střední nákladní automobil 6×4. Pro československou armádu bylo postaveno 400 kusů, po okupaci Československa byl užíván wehrmachtem. Jeho výrobcem byl podnik Škoda Plzeň. Výroba probíhala v letech 1935–1939.

## Technické údaje
- Hmotnost: 11,7 t
- Délka: 7,04 m
- Šířka: 2,12 m
- Výška: 2,60 m
- Osádka: 2–3 muži
- Pohon: motor Škoda 6V, řadový, vodou chlazený
- Obsah motoru: 8275 cm³
- Výkon: 100 k
- Převodovka: 4 + 1 plus redukce
- Poháněná náprava: obě zadní
- Maximální rychlost: 50 km/h
- Spotřeba paliva: 85 l/100 km
- Obsah palivové nádrže: 230 l